# Kraft durch Freude

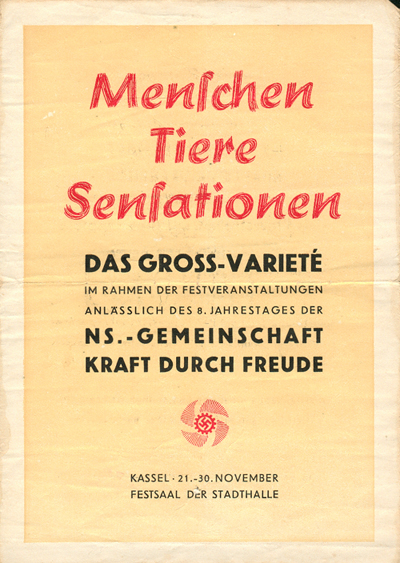
Propaganda sobre um evento organizado pela KdF.

Kraft durch Freude (KdF, em português: Força pela Alegria) foi uma organização política da Alemanha Nazi com o objetivo de organizar, controlar e sincronizar as atividades de lazer da população alemã. Criada em 1933, a Kraft durch Freude fazia parte da Deutsche Arbeiterfront (DAF, em português: Frente Alemã de Trabalho), uma organização de massa alemã dos empregados e empregadores, e tornou-se a maior operadora de viagens do mundo.

## Objetivos
No sentido econômico o objetivo das atividades da KdF foi aumentar o desempenho e a produtividade dos trabalhadores alemães. Culturalmente a KdF propagandeou  a Volksgemeinschaft (termo nazista, em português - literalmente: comunidade do povo), o patriotismo e a imagem de um povo alemão educativo e pacífico no exterior.

## Fundação
A fundação da KdF foi incentivada pelo político nazista e líder da Frente Alemã de Trabalho Robert Ley, que sugeriu uma criação de uma organização de lazer parecida com a Opera Nazionale Dopolavoro, criada em 1925 na Itália fascista. Em 14 de novembro de 1933 Adolf Hitler autorizou os planos da fundação e duas semanas mais tarde, em 27 de novembro, a Kraft durch Freude foi estabelecida durante um congresso da Frente Alemã de Trabalho.

## Atividades

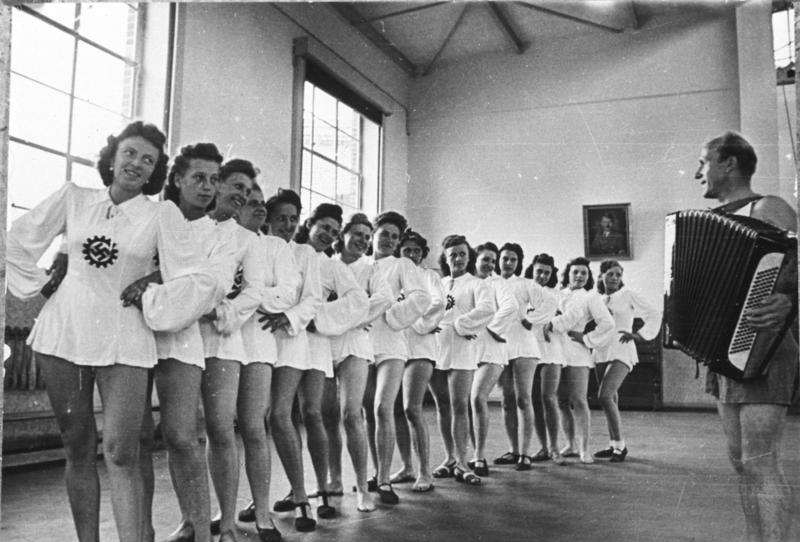
Dançarinas na KdF.

A KdF providenciava atividades culturais, recreativas e lazer como concertos, passeios, torneios de xadrez e cursos de costura, de ginástica e de natação, entre outros. O maior ramo de negócio, contribuindo com cerca de 80% para o volume de venda, foi a organização de excursões e viagens com destinos nacionais e - com menor importância - internacionais através de cruzeiros. Entre 1934-1939, a KdF movimentou cerca de sete milhões de turistas (Lit.: Spode 1991, p. 85).
Em 1937 a KdF tinha mais de 4.400 empregados e 106.000 voluntários responsáveis por várias áreas como esporte, educação e turismo. Com o início da Segunda Guerra Mundial em 1939, a KdF encerrou quase todas as operações.
As atividades da KdF foram tema da paródia Der Fuehrer's Face, uma curta-metragem de animação produzida pelos Estúdios Disney em 1942 e protagonizado pelo Pato Donald.

## Projetos conhecidos

### KdF-Wagen
Um dos projetos mais importantes da KdF foi o plano de produzir o carro de baixo custo KdF-Wagen (mais tarde: Volkswagen Käfer ou Volkswagen Fusca no Brasil), oferecido com planos de financiamento e preços acessíveis (990 Reichsmark). Cerca de 340 mil alemães aderiram ao plano de pagar cinco marcos por semana e tomar posse do carro depois de completar os pagamentos. A fábrica foi construida em 1938 perto de Fallersleben. Para alojar os trabalhadores foi criada a cidade Stadt des KdF-Wagens (desde 1945: Wolfsburg, sede da Volkswagen).
O KdF-Wagen nunca foi produzido em série. Com o inicio da Segunda Guerra Mundial em 1939 a fábrica começou a produzir exclusivamente veículos militares como o Kübelwagen, Schwimmwagen e Kommandeurwagen até 1945.
Depois da guerra o dinheiro embolsado dos interessados pela KdF (cerca de 280 milhões de Reichsmark) perdeu o valor e nunca foi devolvido inteiramente.

### Viagens
Viagens internacionais eram organizadas a preços acessíveis em cruzeiros como o Wilhelm Gustloff, Der Deutsche e Robert Ley. Noruega, Lisboa, Arquipélago da Madeira, Espanha e Itália eram alguns dos destinos, assim como o Mar Báltico, a costa alemã e dinamarquesa.

### Spa
Prora foi um spa planejado na ilha Rügen, Alemanha. A construção do complexo entre entre 1936-1939 foi interrompida com o inicio da Segunda Guerra Mundial. Os blocos de alojamentos e os demais edifícios não chegaram a serem construídos ou nunca entraram em funcionamento.

## Premiações Conquistadas

### Taça Olímpica
Conquistou a Taça Olímpica (em francês: Coupe Olympique) em 1939. Também chamada de "Taça de Honra", tem como finalidade reconhecer anualmente, aquele que, no juízo do Comitê Olímpico Internacional, mais fez em prol do olimpismo e do esporte, tendo sido instituída em 1906 por Pierre Frédy, Barão de Coubertin, o criador dos Jogos Olímpicos da era moderna.   